# محطة قطار تافراوة
محطة تافراوة هي محطة قطار جزائرية سابقة تقع في بلدية سيدي أحمد، ولاية سعيدة .

## التموقع في السكك الحديدية
تقع المحطة على ارتفاع 1 170,350 متر فوق مستوى سطح البحر، عند نقطة الكيلومترية (PK) 243,400 من خط وهران – القنادسة [الفرنسية]، حيث تسبقها محطة بوراشد القديمة وتتبعها محطة خالف الله القديمة.

## تاريخ
وُضعت المحطة في الخدمة في 1 يونيو 1881 أثناء افتتاح القسم من سعيدة إلى خالف الله من خط السكة الحديد الضيق القديم 1 055  مم من وهران إلى قنادسة ، حيث سبقتها محطة بوراشد وتبعتها محطة خالف الله.

### روابط خارجية
- "SNTF". Société nationale des transports ferroviaires (SNTF). مؤرشف من الأصل في 2025-05-05..